# Pionki
Pionki là một thị trấn thuộc hạt Radom, tỉnh Masovian, miền trung Ba Lan. Trước đây, sau chiến tranh cho đến năm 1975, thị trấn nằm trong tỉnh Kielce, kể từ năm 1975 – 1998, Pionki thuộc quyền quản lý của tỉnh Radom. Thị trấn được bao quanh bởi khu bảo tồn Kozienice, nằm ở phía bắc của tỉnh Lesser Poland, cách Radom khoảng 20 km và cách Warsaw khoảng 105 km. Thị trấn là quê hương của câu lạc bộ thể thao Proch, được thành lập vào năm 1926. Tổng diện tích của thị trấn là 18,34 km². Tính đến năm 2006, dân số của thị trấn là 19.788 người, mật độ 1.100 người/km².
Thị trấn Ponki được bắt nguồn từ một ngôi làng tên là Zagożdżon - thành lập vào năm 1932. Sự phát triển của ngôi làng gắn kết chặt chẽ với Nhà máy hóa học Pronit, được thành lập vào năm 1923. Đây là một nhà máy chuyên sản xuất vũ khí, thuốc súng và thuốc nổ nằm ngay bên cạnh làng Zagożdżon, giữa những khu rừng và đầm lầy ở Kozienice, cách xa trung tâm nơi đông khu dân cư sinh sống và nằm dọc theo tuyến đường sắt chiến lược Radom - Dęblin. Sau chiến tranh thế giới lần thứ hai, Nhà máy hóa chất Pronit bắt đầu sản xuất keo, nhựa và các loại máy ghi âm.
Giai đoạn từ khi kết thúc chiến tranh thế giới lần thứ nhất cho đến khi bắt đầu thế chiến thứ hai (1918 – 1939), Pionki phát triển thịnh vượng nhờ các hợp đồng buôn bán vũ khí và thuốc nổ với chính phủ của Nhà máy hóa chất Pronit tăng cao. Năm 1925, nơi đây được xây dựng một nhà ga đường sắt mới, ba năm sau - một bưu điện cũng được xây dựng tại đây. Năm 1929, thiết lập đường dây điện trên không ở Pionki và Skarżysko-Kamienna, đồng thời một trường trung học dạy nghề cũng được mở cửa. Sau đó, một đồn cảnh sát mới cũng được thành lập, và vào năm 1937, một bệnh viện mới cũng bắt đầu được xây dựng. Năm 1939, Pionki bị Luftwaffe ném bom. Từ năm 1919 - 1939 cho đến năm 1975, Pionki thuộc về tỉnh Kielce.